# Regino Delgado
Regino Delgado Robau (* 7. September 1956 in Santo Domingo; † 2. Februar 2016) war ein kubanischer Fußballspieler.

## Sportlicher Werdegang
Delgado begann seine Karriere im Erwachsenenbereich beim FC Azucareros, mit dem er 1974 und 1976 die kubanische Meisterschaft gewann. Nach dem zweiten Titel wechselte er zum FC Villa Clara, bei dem der Mittelfeldspieler fünf weitere Meisterschaften seiner Titelsammlung hinzufügte. 1979 und 1980 wurde er dabei jeweils Torschützenkönig der Meisterschaft.
Ab Mitte der 1970er Jahre lief Delgado für die kubanische Nationalmannschaft auf. Größter Erfolg neben den Teilnahmen an den Olympischen Spielen 1976 und Olympischen Spielen 1980 waren die Titelgewinne bei den Zentralamerika- und Karibikspielen 1974, 1978 und 1986 sowie der Finaleinzug im Fußballwettbewerb der Panamerikanischen Spiele 1979, bei dem mit einer 0:3-Endspielniederlage gegen Brasilien der Titelgewinn verpasst wurde. Zudem lief er für Kuba bei den Panamerikanischen Spielen 1975, 1983 und 1987 auf.
Nach seinem Karriereende arbeitete Delgado als Trainer in der staatlichen Sportlerausbildung. Er verstarb im Alter von 59 Jahren an den Folgen eines Herzinfarkts.